# Барахманы
Барахманы — село в Большеигнатовском районе Мордовии. Входит в состав Вармазейского сельского поселения.

## История
Впервые упоминается в 1719 году. В «Списке населённых мест Симбирской губернии за 1863» Барахманский Гарт удельная деревня из 34 дворов в Ардатовском уезде.

## Население
| 2002 | 2010 |
| ---- | ---- |
| 62   | ↘37  |

Национальный состав
Согласно результатам Всероссийской переписи населения 2002 года, в национальной структуре населения русские составляли 84 %.